# Teatro San Angelo
A Teatro San Angelo (velencei nyelven vagy olaszul: Teatro Sant'Angelo egy 1677–1803 működött velencei színház volt.
Ez volt az utolsó nagy színház, amely az 1650-es és '60-as évek operaépítő lázában épült Velencében a Teatro Santi Giovanni e Paolo (1654), a Teatro San Samuele (1655), a Teatro San Salvatore (1661) és a Teatro San Giovanni Crisostomo (1667) után.
A Teatro San Angelo a Campo San(t') Angelóban, a Canal Grande és a Rialto híd felé néző, két lebontott palota helyén állt, amelyek a Marcello és a Capello családokhoz tartoztak. A projektet 1676-ban fejezte be Francesco Santorini, és 1677-ben nyitotta meg Benedetto Marcello és a Capello család.
A házat Domenico Freschi:  Helena rapita da Paride című operájával (1677) nyitották meg, majd Freschi, Francesco Gasparini, Tomaso Albinoni és Bononcini operáival folytatódott az előadások sora. 1715 körül a ház Antonio Vivaldi számos operájának helyszíne volt. Vivaldi alatt az operaház egyre populárisabb és kommerszebb lett. Hamarosan a színház adott otthont Baldassare Galuppi operáinak (Argenide, 1733) és Carlo Goldoni drámáinak.
Az 1790-es években Pietro Chiari apát írt darabokat a színház számára, 1797-ben pedig Giacomo Casanova írt egy támadást Chiari ellen, amely Antonio Condulmer, a színház társtulajdonosa és a Tízek Tanácsának tagja ellenségeskedését váltotta ki. Ezen a ponton a színház végleges hanyatlásnak indult.
1803-ban a többi velencei színházhoz hasonlóan a napóleoni megszállás alatt bezárták, raktárnak használták, majd felújítás után Palazzo Barocci lett (ma négycsillagos szálloda).

## Válogatott premierek
- Antonio Lotti: Il trionfo dell'innocenza 1693
- Carlo Coldoni:  La locandiera
- Domenico Freschi: Helena rapita da Paride, 1677
- Domenico Freschi: Tullia superba, 1678
- Domenico Freschi: La Circe, 1679
- Domenico Freschi: Sardanapalo, 1679
- Domenico Freschi: Pompeo Magno in Cilicia, 1681
- Domenico Freschi: Olimpia vendicata, 1681
- Domenico Freschi: Giulio Cesare trionfante, 1682
- Domenico Freschi: Silla, 1683
- Marco Martini: Apio Claudio, 1683
- Domenico Freschi: L'incoronatione di Dario, 1684
- Domenico Freschi: Teseo tra le rivali, 1685
- Giovanni Battista Bassani: Falarido tiranno d'Agrigento, 1685
- Teofilo Orgiani: Il vitio depresso e la virtù coronata, 1686
- Teofilo Orgiani: Il Dioclete, 1687
- Paolo Biagio: La fortuna tra le disgratie, 1688
- Giacomo Antonio Perti: La Rosaura, 1689
- Antonio Lotti: Il trionfo dell'innocenza, 1693
- Michelangelo Gasparini: Il principe selvaggio, 1696
- Tomaso Albinoni: Radamisto, 1698
- Tomaso Albinoni: Diomede punito da Alcide, 1700
- Tomaso Albinoni: L'inganno innocente, 1701
- Tiberio imperatore d'Oriente Francesco Gasparini, 1702
- Giuseppe Boniventi di Giuseppe Boniventi, 1702
- Farnace Antonio Caldara, 1703
- Pirro Giuseppe Antonio Vincenzo Aldrovandini, 1704
- Virginio consolo Antonio Giannettini, 1704
- Artaserse Antonio Giannettini, 1705
- Creso tolto alle fiamme Girolamo Polani, 1705
- La regina creduta re Giovanni Bononcini, 1706
- Tomaso Albinoni: La fede tra gl'inganni, 1707
- Ifiginia Agostino Bonaventura Coletti, 1707
- Armida al campo Giuseppe Boniventi, 1708
- L'Endimione Giuseppe Boniventi, 1709
- Il tradimento premiato Girolamo Polani, 1709
- Berengario re d'Italia Girolamo Polani, 1709
- Circe delusa Giuseppe Boniventi, 1711
- La costanza in cimento con la crudeltà Floriano Arresti, 1712
- Le passioni per troppo amore Johann David Heinichen, 1713
- Nerone fatto Cesare Francesco Gasparini, 1715
- Rodomento sdegnato Michelangelo Gasparini, 1715
- Alessandro fra le Amazoni di Fortunato Chelleri, 1715
- Tomaso Albinoni: L'amor di figlio non conosciuto, 1716
- Penelope la casta Fortunato Chelleri, 1717
- Tomaso Albinoni: Meleagro, 1718
- Tomaso Albinoni: Cleomene, 1718
- La caduta di Gelone Giuseppe Maria Buini, 1719
- Amalasunta Fortunato Chelleri, 1719
- Il pentimento generoso Andrea Stefano Fiorè, 1719
- Armida delusa Giuseppe Maria Buini, 1720
- Filippo re Macedonia Giuseppe Boniventi e Antonio Vivaldi, 1720
- Il pastor fido Carlo Luigi Pietragrua, 1721
- Giuseppe Maria Orlandini: Melinda e Tiburzio, 1721
- Carlo Luigi Pietragrua: La fede ne' tradimenti, 1721
- Gli eccessi della gelosia Tomaso Albinoni, 1722
- L'amor tirannico Fortunato Chelleri, 1722
- Timocrate Leonardo Leo, 1723
- Medea e Giasone Francesco Brusa, 1726
- Gl'odelusi dal sangue Baldassare Galuppi e Giovanni Battista Pescetti, 1728
- Dorinda Baldassare Galuppi e Giovanni Battista Pescetti, 1729
- I tre difensori della patria Giovanni Battista Pescetti, 1729
- Elenia Tomaso Albinoni, 1730
- Gli sponsali d'Enea Bartolomeo Cordans, 1731
- Ardelinda Tomaso Albinoni, 1732
- Grullo e Moschetta Giuseppe Maria Orlandini, 1732
- Alessandro nelle Indie Giovanni Battista Pescetti, 1732
- L'ortolana contessa Giuseppe Maria Buini e altri, 1732
- La caduta Leone, imperator d'Oriente Giuseppe Antonio Paganelli, 1732
- Argenide Baldassare Galuppi, 1733
- Ginestra e Lichetto Giuseppe Antonio Paganelli, 1733
- L'ambizione depressa Baldassare Galuppi, 1733
- Tigrane Giuseppe Antonio Paganelli, 1733
- Motezuma Antonio Vivaldi, 1733
- Candalide Tomaso Albinoni, 1734
- Tamiri Baldassare Galuppi, 1734
- Lucio Vero Francesco Araja, 1735
- Elisa regina Tiro Baldassare Galuppi, 1736
- Ergilda Baldassare Galuppi, 1736
- Artaserse Longimano Antonio Gaetano Pampani, 1737
- Ezio Giovanni Battista Lampugnani, 1737
- Argenide Pietro Chiarini, 1738
- Achille in Sciro Pietro Chiarini, 1739
- Candaspe (Campaspe) regina de' Sciti Giovanni Battista Casali, 1740
- Berenice Baldassare Galuppi, 1741
- Artamene Tomaso Albinoni, 1741
- Il vincitor se stesso Ignazio Fiorillo, 1741
- L'impresario delle Isole Canarie Leonardo Leo, 1741
- Ambleto Giuseppe Carcani, 1742
- Armida Ferdinando Bertoni, 1746
- La caduta d'Amulio Antonio Gaetano Pampani, 1746
- Scipione nelle Spagne Baldassare Galuppi, 1746
- Il re dispietato Giuseppe Maria Buini, 1747
- Tigrane Giovanni Battista Lampugnani, 1747
- L'Arcadia in Brenta Baldassare Galuppi, 1749
- Amor contadino Giovanni Battista Lampugnani, 1760
- Amore in caricatura Vincenzo Legrenzio Ciampi, 1761
- L'amore artigiano Gaetano Latilla, 1761
- Siface Domenico Fischietti, 1761
- Li scherzi d'amore Francesco Maggiore, 1762
- Tieste Ugo Foscolo, 1797
- Riverente gratulazione per le glorie Francesco II Francesco Gardi, 1799
- Il medico a suo dispetto, ossia La muta per amore Francesco Gardi, 1800
- Johann Simon Mayr: Il carretto del venditore d'aceto, 1800
- Giuseppe Antonio Capuzzi/Francesco Gardi: La casa da vendere, 1804

## Fordítás
- Ez a szócikk részben vagy egészben  a   Teatro San Angelo című angol Wikipédia-szócikk ezen változatának fordításán alapul.  Az eredeti cikk szerkesztőit annak laptörténete sorolja fel. Ez a jelzés csupán a megfogalmazás eredetét és a szerzői jogokat jelzi, nem szolgál a cikkben szereplő információk forrásmegjelöléseként.